# Seleção Filipina de Futebol
A Seleção Filipina de Futebol representa as Filipinas nas competições de futebol da FIFA.
É um dos países fundadores da AFC, a Confederação de Futebol da Ásia. Entretanto, é uma das piores seleções do continente e do mundo, nunca tendo disputado edições da Copa do Mundo FIFA até hoje, e faria sua estreia em um torneio continental na Copa da Ásia de 2019, terminando na lanterna do grupo C (que tinha ainda China, Coreia do Sul e Quirguistão), perdendo os 3 jogos que disputou, com um marcado e 7 sofridos. Outro fato foi de que o país só estrearia nas Eiminatórias asiáticas para a Copa de 1998, perdendo as três partidas e não marcando nenhum gol.
Em julho de 2011, as Filipinas conquistaram sua primeira vitória em Eliminatórias de Copa do Mundo, ao baterem o Sri Lanka por 4 a 0 na fase preliminar, avançando no placar agregado de 5 a 1 (as duas seleções empataram por 1 a 1 no jogo de volta). Na segunda fase, porém, os Azkals não resistiram à Seleção do Kuwait, que venceu também por 5 a 1 na soma dos dois placares (3 a 0 no primeiro jogo, 2 a 1 no segundo).

## Desempenho em Copas
- 1930 a 1938: Não se inscreveu.
- 1950: Desistiu.
- 1954 a 1962: Não se inscreveu.
- 1966: Suspenso pela FIFA por não ter pago as taxas necessárias para disputar as Eliminatórias.
- 1970: Não se inscreveu.
- 1974: Desistiu.
- 1978 a 1994: Não se inscreveu.
- 1998 a 2002: Não se classificou.
- 2006 a 2010: Não se inscreveu.
- 2014 a 2022: Não se classificou.

## Desempenho em da Copa da Ásia
- 1956 a 1960: Não se classificou
- 1964: Retirou-se
- 1968: Não se classificou
- 1972 a 1976: Retirou-se
- 1980 a 1984: Não se classificou
- 1988 a 1992: Não se inscreveu
- 1996 a 2000: Não se classificou
- 2004 a 2007: Não se inscreveu
- 2011 a 2015: Não se classificou
- 2019: Primeira fase
- 2023: Não se classificou

## Evolução dos uniformes
niforme titular
| 2010–11 | 2011 | 2012 | 2012–13 | 2013 | 2013–2015 | 2015–2016 | 2016–2017 | 2018 | 2019 | 2021 | 2021– |

Uniforme reserva
| 2010–11 | Cores do Time 2011 | 2012–13 | 2013 | 2013–2015 | 2015–2016 | Cores do Time 2016–2017 | Cores do Time 2018 | 2019 | 2021 |

## Estatísticas
21 de dezembro de 2024
- Nota: Jogadores em negrito ainda em atividade pela Seleção Filipina.

| #  | Nome               | Partidas | Gols | Em atividade |
| -- | ------------------ | -------- | ---- | ------------ |
| 1  | Phil Younghusband  | 108      | 52   | 2006–2019    |
| 2  | James Younghusband | 98       | 12   | 2006–2019    |
| 3  | Patrick Reichelt   | 93       | 16   | 2012–2024    |
| 4  | Neil Etheridge     | 82       | 0    | 2008–        |
| 5  | Emelio Caligdong   | 71       | 16   | 2004–2013    |
| 6  | Rob Gier           | 68       | 3    | 2009–2015    |
| 7  | Amani Aguinaldo    | 67       | 0    | 2013–        |
| 8  | Manuel Ott         | 65       | 4    | 2010–        |
| 9  | Stephan Schröck    | 61       | 6    | 2011–2023    |
| 10 | Misagh Bahadoran   | 60       | 8    | 2011–2018    |
| 10 | Daisuke Sato       | 60       | 3    | 2014–        |

| # | Nome               | Gols | Partidas | Média por jogo | Em atividade |
| - | ------------------ | ---- | -------- | -------------- | ------------ |
| 1 | Phil Younghusband  | 52   | 108      | 0.48           | 2006–2019    |
| 2 | Emelio Caligdong   | 16   | 71       | 0.23           | 2004–2013    |
| 2 | Patrick Reichelt   | 16   | 93       | 0.17           | 2012–2024    |
| 4 | Ángel Guirado      | 13   | 46       | 0.28           | 2011–2021    |
| 5 | James Younghusband | 12   | 98       | 0.12           | 2006–2019    |
| 6 | Ian Araneta        | 9    | 49       | 0.18           | 2002–2013    |
| 7 | Mark Hartmann      | 8    | 41       | 0.2            | 2011–        |
| 7 | Misagh Bahadoran   | 8    | 60       | 0.13           | 2011–2018    |
| 9 | Javier Patiño      | 7    | 20       | 0.35           | 2013–2019    |
| 9 | Chris Greatwich    | 7    | 50       | 0.14           | 2004–2014    |

## Treinadores
| - Manuel Amechazurra (1923) - Alberto Villareal (1927) - Dionisio Calvo (1930, 1934 e 1954) - Luis Javellana (1956) - Ramon Echevarria Sr. (1958) - Fernando Álvarez (1962) - Alan Rogers (1962–1963) - Danny McLennan (1963) - Emilio Pacheco (1967) - Juan Cutillas (1967–1972) | - Florentino Broce (1973–1974) - Juan Cutillas (1975–1978) - Bernhard Zgoll (1980) - Juan Cutillas (1981–1984) - Lope Q. Pascual (1984) - Alberto Honasan (1987) - Carlos Cavagnaro (1989) - Consorcio Manresa (1991) - Eckhard Krautzun (1991–1992) - Mariano Araneta (1993) | - Rodolfo Alicante (1993) - Noel Casilao (1993–1996) - Juan Cutillas (1996–2000) - Rodolfo Alicante (2000) - Masataka Imai (2001) - Sugao Kambe (2002–2003) - Jose Ariston Caslib (2004–2007) - Norman Fegidero (2008) - Juan Cutillas (2008–2009) - Jose Ariston Caslib (2009) | - Des Bulpin (2009–2010) - Simon McMenemy (2010) - Michael Weiß (2011–2014) - Thomas Dooley (2014–2018) - Marlon Maro (2017, interino) - Terry Butcher (2018) - Scott Cooper (2018) - Anto Gonzales (2018, interino) - Sven-Göran Eriksson (2018–2019) - Scott Cooper (2019, interino) | - Goran Milojević (2019) - Scott Cooper (2019–2021) - Stewart Hall (2021–2022) - Thomas Dooley (2022) - Josep Ferré (2022–2023) - Barae Jrondi (2023) - Michael Weiß (2023–2024) - Tom Saintfiet (2024) - Norman Fegidero (2024, interino) - Albert Capellas (2024–) |